# Manana Take
Manana Take var en gudinna ur Rapa Nui- mytologin, den inhemska religionen på Påskön. 
Hon levde i skyn och besökte en gång jorden i skepnad av en fisk, som gavs till kungen på grund av dess storlek och skönhet; monarken igenkände fiskens gudomlighet och alla monarker blev sedan dess förbjudna att simma i havet. 
Hon var gemål till Era Nuku, fjädrarnas och jordbrukets gud.